# 18 avril 1917
Le mercredi 18 avril 1917 est le 108e jour de l'année 1917.

## Naissances
- Carl Burgos (mort le 1er mars 1984), dessinateur américain
- Cliff Nordberg (mort le 20 décembre 1979), animateur américain ayant travaillé pour les studios Disney
- Frederika de Hanovre (morte le 6 février 1981), princesse allemande et reine des Hellènes
- Georgy Vitsin (mort le 22 octobre 2001), acteur russe
- Joseph Caillet (mort le 23 mars 1962), militaire français
- Shimao Toshio (mort le 12 novembre 1986), écrivain japonais

## Décès
- François Mayjuron Sclafer de Lagorsse (né le 24 janvier 1842), personnalité politique française
- Herbert William Conn (né le 10 janvier 1859), biologiste américain.
- Moritz von Bissing (né le 30 janvier 1844), général allemand